# پلوچنیک (چیچواتس)
پلوچنیک (به صربی: Pločnik) یک منطقهٔ مسکونی در صربستان است که در چیچواتس واقع شده‌است. پلوچنیک ۵۹۳ نفر جمعیت دارد.